# Niharra
Niharra és un municipi de la província d'Àvila, a la comunitat autònoma de Castella i Lleó. Limita amb Salobral, Mironcillo, Padiernos, Sotalbo, Muñogalindo, Solosancho i La Torre.

## Demografia
| 1991 | 1996 | 2001 | 2004 |
| ---- | ---- | ---- | ---- |
| 216  | 204  | 197  | 183  |